# ويليام ألين يونغ
ويليام ألين يونغ (بالإنجليزية: William Allen Young)‏ هو ممثل أمريكي، ولد في 24 يناير 1954 في الولايات المتحدة.

## أعمال

### أفلام
- (1984) قصة جندي

## وصلات خارجية
- ويليام ألين يونغ على موقع IMDb (الإنجليزية)
- ويليام ألين يونغ على موقع أول موفي (الإنجليزية)
- ويليام ألين يونغ على موقع إن إن دي بي (الإنجليزية)
- ويليام ألين يونغ على موقع قاعدة بيانات الفيلم (الإنجليزية)